# Telèfanes
|  | Per a altres significats, vegeu «Telefanes de Sició». |

Telèfanes (en grec antic: Τηλεφάνης, en llatí: Telephanes) fou un escultor grec nascut a Focea (segons altres a la Fòcida) que va florir a Tessàlia, on treballava pels reis de Pèrsia o més probablement pels alèuades.
Plini el Vell és la sola font per aquest escultor, i diu que encara que, tot i que era poc conegut més enllà de Tessàlia, havia estat a l'altura dels grans escultors, Policlet, Miró i Pitàgores; que el fet d'haver limitat la seva activitat a Tessàlia, i el fet d'haver treballat per Darios i Xerxes (segle v aC) va fer que no tengués tanta projecció. Entre les seves obres Plini esmenta una Larissa, personificació de la protectora de la ciutat de Larisa; una representació de l'atleta Espíntar, vencedor del pentatló; i un Apol·lo.